# Antoni Romañà i Pujó
Antoni Romañà i Pujó (Barcelona, 21 de març de 1900 - Sant Cugat del Vallès, 12 d'octubre de 1981) fou un matemàtic i astrònom català jesuïta, gran impulsor de l'Observatori de l'Ebre.

## Biografia
Antoni Romañà nasqué a Barcelona el 1900, fill d'Ignasi Romañá i de Montserrat Pujó. El 1917 va ingressar a la Companyia de Jesús a Gandia i, simultàniament, a la Universitat de Barcelona, on es llicencià i doctorà en Ciències Exactes, amb una tesi sobre Criteris d'existència d'òrbites tancades. Tant en la llicenciatura com en el doctorat obtingué la qualificació de premi extraordinari. Estudià Teologia a Innsbruck. El 1934, després d'una estada d'especialització a la Universitat de Viena, s'incorporà a l'Observatori de l'Ebre com a cap de les seccions de Magnetisme i Electricitat Terrestre i Atmosfèrica. Durant la guerra civil espanyola, el 1937, s'hagué de traslladar a Barcelona i guanyar-se la vida impartint classes de Batxillerat. El 1938, davant l'avenç de l'exèrcit nacional, l'Observatori fou desmantellat i els aparells transportats a l'Empordà. Els danys foren irreparables.
A la mort del director de l'Observatori, el doctor Lluís Rodés i Campderà, el 1939, Antoni Romañà en fou nomenat nou director. Hagué d'emprendre la tasca ingent de tornar a posar en funcionament les instal·lacions i fer front a les penalitats de la postguerra i, de retruc, a la impossibilitat de trobar subministraments a l'estranger, a causa de la Segona Guerra Mundial. De mica en mica es van anar superant els esculls i es van poder recomençar els estudis de les variacions ràpides del camp geomagnètic i les observacions solars. El 1950 va aconseguir un filtre de Lyot que permetia l'observació de part de l'espectre solar. El 1955 hom va inaugurar-hi el primer sondejador de la ionosfera a la península Ibèrica. El 1959, el primer radiotelescopi solar i un fotoheliògraf de Lyot que afegia al filtre la capacitat de la fotografia. A partir d'aquí, l'activitat a l'Observatori es multiplicà i Romañà hagué d'atendre múltiples compromisos. Entre ells, el de recuperar la confiança de les institucions científiques internacionals per a la imatge d'Espanya, molt malmesa per la involució política soferta.
Va anar a la Guinea Equatorial, llavors colònia espanyola, a observar l'eclipsi total de sol del 25 de febrer de 1952.
El 1957, a Copenhaguen, i el 1959, a Utrecht, va presidir sengles simposis sobre variacions ràpides del camp geomagnètic. També va organitzar a Madrid diverses assemblees internacionals (1965, 1969, 1970).
Fou nomenat conseller del CSIC, president del Patronat Alfons X el Savi, President de la Unión Nacional de Astronomía i Ciencias Afines, Vicepresident de la Sociedad Astronómica de España y América, President de la Secció d'Astronomia, Geodèsia i Geofísica de l'Asociación Española para el Progreso de las Ciencias, Cap del Servei Internacional de Variacions Magnètiques Ràpides i Corrents Tel·lúrics i membre de diverses acadèmies: de Número de la Real Academia de Ciencias Exactas, Físicas y Naturales de Madrid (des de 1959), Corresponsal de la Reial Acadèmia de Ciències i Arts de Barcelona i d'una munió d'europees i americanes.
Romañà es mantingué en el càrrec de director de l'Observatori fins a 1971, quan va demanar-ne el relleu per motiu de l'edat però va continuar treballant-hi fins que s'hagué de retirar per malaltia al Seminari de Sant Cugat, on morí el 12 d'octubre de 1981, als 81 anys.

## Obres publicades
La seva obra escrita és molt extensa, supera el centenar de publicacions i gira a l'entorn de les ciències de la Terra, el Sol i l'atmosfera terrestre i la reflexió històrica i filosòfica sobre l'activitat científica. Algunes obres destacables són:
- El llamado efecto-Tierra en la actividad solar (1944-1945).
- El predominio de las manchas solares al Este del meridiano central y la inclinación de sus ejes hacia el Oeste (1948).
- Contribución al estudio de la influència de la Luna en las corriente Telúricas (1949).
- Sobre el carácter general de la clasificación de las bahías geomagnéticas y su ley de aparición durante el día (1950).
- Le Monde, son origine et sa structure aux regards de la Science et de la Foi (cinc edicions en francès de 1935 a 1959 i traduït a l'anglès, italià, alemany i castellà).
- The Range of the diurnal magnetic variation in Spanish Guinea near the Equator (1957).
- Las Corrientes Telúricas en Tortosa a fines del siglo pasado (1957).
- Provisional Atlas of Rapid Variations (1958).
- Geomagnetic data: Rapid variations (anual, des de 1957 fins a 1980).
- Sobre algunas singularidades de la curva de frecuencia de horas con pc en los Observatorios de la zona ecuatorial (1962).
- Idea sobre el estado actual de la Cosmología (1966).
- El problema de la vida fuera de la tierra (1969).
- La difusión del sistema de Copérnico en el mundo (1973).

## Dedicatòria
El 2001 li fou dedicat l'asteroide (19783) Antoniromanya, descobert a l'Ametlla de Mar, per Jaume Nomen, en record de la seva figura científica i humana i de l'amistat i exemple que prodigà al descobridor.